# Porphytoma
Porphytoma is een geslacht van kevers uit de familie bladkevers (Chrysomelidae).
De wetenschappelijke naam van het geslacht werd in 1903 gepubliceerd door Martin Jacoby.

## Soorten
- Porphytoma dives (Karsch, 1881)